# Funk rock
Funk rock – gatunek muzyczny wywodzący się z funka. Funk rock powstał w Kalifornii w połowie lat 80. XX wieku.

## Historia gatunku
Jimi Hendrix był jednym z pierwszych, który połączył elementy funku ze swoim psychodelicznym rockiem. Jednym z wczesnych przykładów takiego utworu jest kompozycja „Little Miss Lover” (1967). Jego album nagrany na żywo Band of Gypsys zawierał sobie bardzo dużo funku (zwłaszcza utwór „Power of Soul”) tak samo jak First Rays of the New Rising Sun. Najbardziej znane z nich to „Freedom”, „Izabella”, „Straight Ahead” i „Voodoo Child (Slight Return)”. Utwory te otworzyły drogę funku w świat rocka.
Innymi pionierami funk-rocka ewoluującego w latach 70. w muzyce Wielkiej Brytanii były zespoły Trapeze, The Rolling Stones (Miss You oraz Hot Stuff), Led Zeppelin (The Crunge) i piosenkarz David Bowie ze swoim przebojem „Fame”. Amerykańscy artyści Frank Zappa i Gary Wright (My Love is Alive, dobry przykład wczesnego Synth-funku), razem z zespołami takimi jak Graham Central Station, Rufus, Mother's Finest, Funkadelic oraz Isley Brothers (Albumy The Heat Is On oraz 3 + 3) eksperymentowali z funk rockiem.
Jednym z najbardziej znanych utworów funk rockowych jest Another One Bites the Dust grany przez brytyjską ikonę rocka zespół Queen.
W późnych latach 80. XX wieku przedstawicielami funk rocka byli Red Hot Chili Peppers, Jane’s Addiction, Fishbone, Primus, Living Colour, Spin Doctors, także Prince stworzył kilka funk rockowych utworów.
We wczesnych latach 90. XX wieku, dużo zespołów łączyło dźwięk heavymetalowych gitar z funkiem, w rezultacie powstał „Funk metal”.
Po roku 2000 jedynym znaczącym reprezentantem tego stylu muzycznego jest zespół Red Hot Chili Peppers. Parę utworów innych zespołów zostało nagranych „w duchu funku z elementami rocka”, ale zamiast zespołów funkrockowych zaczęły powstawać grupy grające punk rocka. Przykładami takich zespołów są Arctic Monkeys i ich „Fake Tales of San Francisco” oraz Radio 4 ze swoim albumem Eyes Wide Open.